# Pen Sokong
Pen Sokong, född 5 mars 1994, är en friidrottare från Kambodja. Han deltog vid olympiska sommarspelen 2020.